# 刑事政策
刑事政策（英語：Criminal Policy）是刑事法學、犯罪學、犯罪社會學、犯罪心理學與政治學的匯流學門，主要探討政府如何在不侵犯人權底線的前提下，以及公帑成本效益的考量下，運用刑事司法部門的各種政策，例如警力配置、追訴效率、起訴率、刑罰、轉向處遇、心理治療、精神治療、戒癮等等，來達成最有效率的降低犯罪率、再犯率之效果。刑事政策使用的研究方法與社會科學上所稱的方案評估大致相同。法蘭茲·封·李斯特表示：「確切針對目標的社會政策同時也是最好、最有效的刑事政策」。

## 研究方法
刑事政策的研究方法，運用到許多統計技巧。早期用簡單的列聯表、卡方檢定和迴歸分析來評估政策實施前後某個犯罪現象是否有顯著減少。
20世紀後半以來，則隨著其他學科的研究方法進步而進步，尤其是犯罪心理學和計量經濟學。例如隨著犯罪心理學實驗／準實驗成果的累積，刑事政策在矯治成效研究和矯治技術方面有了長足的進步，也逐漸從個體層面、從心理學上證實，傳統犯罪學與刑事政策上所稱「嚇阻理論」泰半是難以在刑事司法體系中實現的，而強調嚴刑峻罰的政策，例如三振出局法、潔西卡法案、嚇乖計畫等等，長期下來反而有輕微提高暴力犯罪率的負效果。另一方面，20世紀後半以來，刑事政策研究開始引進計量經濟方法，例如時間序列分析、向量自迴歸、追蹤資料（Panel Data）等等，以求在長年的犯罪率與政策數據中找出因果關係，證明／否證政策的功用；例如從總體層面逐漸證明，基於嚇阻理論的刑事政策，雖然一小部分有降低犯罪率的效果，例如提高見警率能抑制竊盜、搶奪等財產犯罪，但對大部分犯罪沒效果。

## 註腳
1. ↑  Earl Babbie著，劉鶴群、林秀雲、陳麗欣、胡正申、黃韻如譯.  [社會科學研究方法] 12th ed. 新加坡商亞洲聖智學習國際出版公司. 2010: 540. ISBN 978-986-6637-87-2 （中文（臺灣））.
2. ↑  von Liszt, Franz. . . 1905 Berlin: 246 （德语）. 轉引自：Günther Kaiser, Kriminologie, 3. Aufl., 1996 Heidelberg, S. 1093, Fn. 54
3. ↑  Andrews, Donald Authur; Bonta, James. .  5. Amsterdam, Boston et al.: Anderson Publishing, Lexis Nexis. 2010. ISBN 978-1-4224-6329-1 （英语）.
4. ↑  劉孟奇. 張其祿, 盧敬植.  (PDF). 公共行政學報 (國立政治大學公共行政學系). 2010年3月, 34: 1–27  [2013-08-21]. （原始内容存档 (PDF)于2016-03-04） （中文（臺灣））.

## 外部連結
- Holm Putzke, Kriminalpolitik. In: Kriminologie-Lexikon ONLINE (KrimLEX) （页面存档备份，存于）. （德文）
- KriPoZ, kriminalpolitische Online-Zeitschrift （页面存档备份，存于） （德文）